# Comuna Tvirja, Mostîska
Tvirja (în ucraineană Твіржа) este o comună în raionul Mostîska, regiunea Liov, Ucraina, formată din satele Horosnîțea, Slabaș, Tvirja (reședința), Vuikovîci și Zavadiv.

## Demografie
Componența lingvistică a comunei Tvirja
     Ucraineană (99,17%)
     Alte limbi (0,45%)
Conform recensământului din 2001, majoritatea populației comunei Tvirja era vorbitoare de ucraineană (99,17%), existând în minoritate și vorbitori de alte limbi.